# Pilocrocis fenestralis
Pilocrocis fenestralis là một loài bướm đêm trong họ Crambidae.